# Jesús Castro (acteur)
Ne doit pas être confondu avec Jesús Castro.
Jesús Castro Romero est un acteur espagnol né le 19 janvier 1993 à Puerto Real (Cadix). La star montante, révélée par El Niño en 2014, est considéré comme le nouveau sex-symbol du cinéma espagnol,.

## Carrière
En 2015, il participe à la série Mar de plastico (titre original : Mar de plástico) diffusée en première partie de soirée sur Antena 3. Il y joue le petit ami d'une jeune fille assassinée.

## Filmographie

### Cinéma
- 2014 : El Niño de Daniel Monzón : El Niño
- 2014 : La isla mínima[5] d'Alberto Rodríguez

### Télévision
- 2015 : Mar de plástico[4]
- 2022 : La Reine du sud
- 2022 : Journal d'un gigolo : Emmanuel